# Stoyán Mínev
Stoyán Miniéevich Mínev, también conocido mediante los pseudónimos Ivanov, Lorenzo Vanini, Shavarosh, Richar, Lebedev, Focius, Stepanov o Moreno (Shumen, 21 de agosto de 1890 - Moscú, 5 de mayo de 1959) fue un militante comunista búlgaro, que ocupó cargos de responsabilidad como funcionario en la Internacional Comunista (Komintern).

## Biografía
De familia campesina, en 1907 se afilió Partido Socialdemócrata Obrero Búlgaro. Tres años después fue a Ginebra a estudiar Medicina, tomando contacto con miembros de la socialdemocracia suiza e ingresando en el partido socialista suizo entre 1914 a 1916. Ese año era condenado a muerte en Bulgaria por sus actividades de agitación comunista. También contactó con exiliados de la socialdemocracia rusa y en 1917 ingresó en el Partido Bolchevique. Permaneció en Suiza como redactor de La Nouvelle Internationale hasta 1919.
Tras la revolución rusa, fue uno de los primeros agentes de la Komintern en Francia entre 1920 y 1921. Allí trabajó en la organización de un núcleo favorable a la Tercera Internacional (la Komintern) en el seno de la SFIO (el partido socialista francés), el cual llevó a la creación de la Sección Francesa de la Internacional Comunista, más tarde Partido Comunista Francés, en el Congreso de Tours de diciembre de 1920. Poco antes había sido uno de los delegados de la SFIO en el II Congreso de la Internacional Comunista, en el que se fijaron las 21 Condiciones.
Entre 1921 a 1926 prosiguió sus actividades para la Komintern, llevando a cabo diversas misiones en Alemania, Francia, Italia y la Unión Soviética. A partir de 1926 comenzó a trabajar para el aparato del Comité Ejecutivo de la Internacional Comunista en Moscú. Entre 1927 y 1929 trabajó también en el secretariado particular de Stalin. Especialista en el movimiento comunista de Francia y España, fue profesor de las secciones española y francesa de la Escuela Internacional Lenin entre 1927 y 1935. En los años treinta, fue responsable de operaciones de confianza de la Internacional Comunista en estos dos países, dirigiendo las purgas del PCE y PCF que acabaron con las secretarías generales de Bullejos y Barbé-Célor respectivamente.
A finales de 1936, Mínev fue enviado a España como miembro de la delegación del Comité Ejecutivo de la Internacional Comunista (de la que formaban parte también el argentino Victorio Codovilla, Luis, y el húngaro Ernő Gerő, Pedro). En enero de 1937 llegó a Valencia, donde se encontraban el gobierno de la República y las direcciones de todos los partidos políticos. En España, con el pseudónimo de "Moreno", Mínev actuaría como delegado de la Internacional Comunista al tiempo que influía profundamente en las decisiones de la dirección del PCE. Participó durante 1937 en la organización y celebración de los plenos del comité central del PCE e impulsó las maniobras comunistas que culminaron con la salida de la presidencia del Gobierno de Largo Caballero, así como en la campaña propagandística contra el POUM (Mínev dirigió la elaboración y edición de un libro contra el POUM, firmado bajo el seudónimo colectivo de "Max Rieger", Espionaje en España). Llamado a Moscú en febrero de 1938 volvió a España en marzo para trabajar con el PSUC, si bien siguió tomando parte de las reuniones del comité central del PCE y participando de la comisión que redactó los famosos "13 puntos" del presidente Negrín. A finales de 1938 viajó a Francia, probablemente para trabajar en la desmovilización de las Brigadas Internacionales. Volvió de nuevo a España, donde permaneció hasta el golpe de Estado del coronel Casado: abandonó el país el 6 de marzo de 1939 desde el aeródromo de Monóvar (cerca de Elda, sede de la dirección del PCE) en compañía de varios dirigentes del partido, entre ellos Dolores Ibárruri, Pasionaria.
De vuelta a la Unión Soviética, recibió la orden de escribir un informe para la Internacional Comunista analizando las causas de la derrota en España. Escrito en 1939, este informe, sin embargo, sólo salió a la luz en la década de 1960, habiendo permanecido en poder de su esposa. Posteriormente pasó al Archivo del Comité Central del PCE y no fue estudiado hasta 1988. La traducción al castellano, Las causas de la derrota de la república española: informe elaborado por Stoyán Mínev, alias Stepánov y Moreno delegado en España de la Komintern (1937-1939), de Ángel Luis Encinas Moral, se publicó ya en 2003.
Entre diciembre de 1939 y diciembre de 1943 fue uno de los colaboradores más estrechos de los dirigentes de la Internacional Comunista Dimitrov y Manuilski. Tras su disolución, en 1943, Mínev ostentó cargos académicos, primero en el Instituto de Investigaciones Científicas, y desde 1948 hasta su fallecimiento en mayo de 1959, en el Instituto de la Academia de Ciencias de la URSS.
Fue condecorado con la orden de Lenin y la Medalla de la victoria sobre Alemania en la Gran Guerra Patriótica 1941-1945.

## Publicaciones
- El informe de Stepanov sobre el proceso contra el POUM, (1938)
- Bajó el seudónimo de Max Rieger, Espionaje en España. Ediciones Unidad, Barcelona, 1938. [Obra colectiva “atribuida”, con mayor o menor fundamento, a Georges Soria y Arturo Perucho; dirigida, supervisada y corregida por “Stepanov”]. Prefacio de José Bergamín. Traducción de Lucienne y Arturo Perucho.